# Как я стрелял в слона
Как я стрелял в слона (англ. Shooting an Elephant) — рассказ английского писателя Джорджа Оруэлла, впервые опубликованный в 1936 году.
Рассказ описывает историю английского офицера — возможно, самого Оруэлла — который был вынужден убить слона, работая офицером в Британской Бирме. Поскольку местные надеются на то, что он выполнит свою работу, офицер стреляет в слона против своей воли и наблюдает его долгую и мучительную смерть. Рассказ рассматривают как метафору для британского империализма.
Оруэлл провел некоторое время в Бирме, работая на той же должности, что и герой рассказа, но степень правдивости истории неизвестна.

## Сюжет
Английский офицер, повествующий от первого лица, рассказывает историю о том, как он работал в Моламьйяне, Бирма, в период сильных антибританских настроений.
Однажды, после того, как сбежавший слон разгромил местный рынок, офицера попросили «что-нибудь сделать». Взяв с собой небольшую винтовку и прибыв на место событий, он получил противоречащие свидетельства и, решив, что история — выдумка, собрался уходить.
Но, услышав громкий крик женщины, прогоняющей детей, он подошел поближе и увидел в грязи тело индийца, которого убил слон. Он послал дежурного за слоновьим ружьем и, получив через нескольку минут винтовку с пятью патронами, пошел за слоном, а за ним последовали несколько тысяч бирманцев.
Когда офицер подошел к слону, толпа кричала от восхищения. Он не хотел стрелять: убивать животных — тем более больших — он не любил, и нужно было подумать о хозяине слона. Но, чувствуя давления толпы, он выстрелил.